# ディヴェルティメント K.137
ディヴェルティメント 変ロ長調 K.137(125b) は、当時16歳のヴォルフガング・アマデウス・モーツァルトが作曲した弦楽四重奏のためのディヴェルティメントである。ザルツブルクで作曲されたことからK.136から138をまとめてザルツブルク・シンフォニーとも言い、本項はその2曲目である。

## 概要

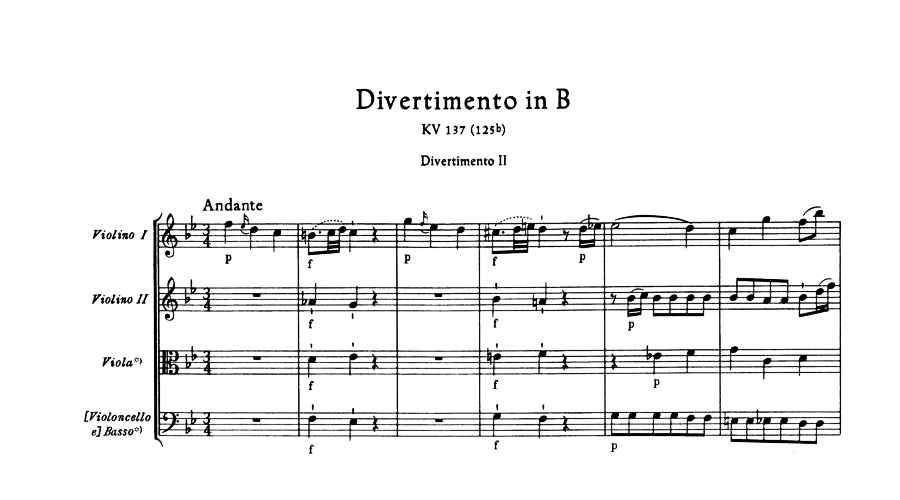
K.137 第1楽章冒頭部

K.136で始まる3つのディヴェルティメントはモーツァルトの代表曲でありながら、疑問点の数多い曲であり、楽器編成などで数多くの論争を巻き起こしてきた。それらの疑問は現在はほぼ解決を見ており、現段階では論争は落ち着いている。詳細はディヴェルティメント K.136を参照。
また、新モーツァルト全集の編集の際の不手際でジャンルの分類に大きなミスがあり、強い誤解と批判を招いている。

## 楽器編成と詳細
- 楽器編成：ヴァイオリン2部、ヴィオラ、バス（チェロ）
- 作曲年月：1772年（月不明）
- 自筆譜：アルベルト・フォン・オスターマン所有
- 構成：

全3楽章の構成で、演奏時間は約10分。すこぶる自由な作風でまとめられ、セレナードやカッサシオンと似た部分が見受けられる。ハイドンの影響を強く受けているK.136に比べると、イタリア的な色彩が濃く出ている。
モーツァルトの研究家として有名なアルフレート・アインシュタインがこの曲の第2楽章を「フレスコ画のような絵筆でなでられたような軽いタッチ」と呼んだことは有名である。
第1楽章 アンダンテ 変ロ長調 4分の3拍子、2部形式
珍しい開始方法を用いている。
第2楽章 アレグロ・ディ・モルト 変ロ長調 4分の4拍子、ソナタ形式
第1、第2ヴァイオリンがほぼ対等の扱い。
第3楽章 アレグロ・アッサイ 変ロ長調 8分の3拍子、ソナタ形式
交響曲的な性格を持つ。
3つのディヴェルティメント中、もっとも風変わりな作品である。両半分に反復記号のついた3つの楽章は、緩－急－急（ストレット型）となっており、モーツァルトには非常に珍しい形式である。古典派ではこの楽章配列の常として、全楽章変ロ長調のままになっている。冒頭楽章のアンダンテは第1楽章には珍しい、3/4拍子をとっており、旋律の大まかな形式はK.136と同じといえるが、無伴奏の第1ヴァイオリンのみの弱音から始まり、唐突な2小節目のフォルテのトゥッティは意外なハ短調を響かせている。カール・フィリップ・エマヌエル・バッハなら珍しくもないこの開始方法は、モーツァルトではこの曲のみである。安定した主和音は8小節目でようやく登場するが、そこでも激しい強弱の対比が加わる。第1、第2ヴァイオリンがほぼ対等に扱われているアレグロ・ディ・モルトの第2楽章がこの複雑なニュアンスの憂いを吹き払い、ヴィオラとチェロが目立つアレグロ・アッサイの第3楽章で全曲は上機嫌に閉じられる。第2楽章の展開部では提示部の素材が使われておらず、セグヴェンツで転調的に動いている。こうしたものは後のディヴェルティメントでも使われることとなる。ディヴェルティメント第17番第1楽章はその典型的な例である。

## 関連作品
- 新モーツァルト全集
- ディヴェルティメント ニ長調 K.136(125a)
- ディヴェルティメント ヘ長調 K.138(125c)
- ディヴェルティメント第17番